# Штутгартский камерный оркестр
Штутгартский камерный оркестр (нем. Stuttgarter Kammerorchester) — германский камерный оркестр, базирующийся в Штутгарте.
Основан в 1945 году дирижёром Карлом Мюнхингером, возглавлявшим коллектив на протяжении последующих 42 лет; участниками первоначального состава стали педагоги Штутгартской высшей школы музыки. Завоевал известность, в первую очередь, интерпретациями произведений Иоганна Себастьяна Баха и Вольфганга Амадея Моцарта. Участвовал в Зальцбургском (начиная с 1952 г.), Люцернском и других международных музыкальных фестивалях. В 1949 году выпустил первую запись. В 1954 году выступил в Нью-Йорке, причём, как отмечалось в рецензии «Нью-Йорк Таймс», благодаря знакомству публики с записями оркестра концерт собрал аудиторию в 1500 слушателей. В 1959 г. оркестр гастролировал в Москве.
Вставший во главе оркестра в 1990-е гг. Деннис Рассел Дэвис значительно расширил долю современной музыки в репертуаре коллектива.

## Музыкальные руководители
- Карл Мюнхингер (1945—1987)
- Мартин Зигхарт (1990—1995)
- Деннис Рассел Дэвис (1995—2006)
- Михаэль Хофштеттер (2006—2013)
- Маттиас Форемни (2013—2019)
- Томас Цетмайр (с 2019 г.)